# يونغكي اريبويو (كاهن كاثوليكي)
يونغكي اريبويو (بالألمانية: Aribo)‏ (و. 990 – 1031 م) هو كاهن كاثوليكي ألماني، توفي في مدينة كومو شمال إيطاليا، عن عمر يناهز 41 عاماً.

## مناصب
تولى منصب مطران كاثوليكي ‏ (منذ 1 أكتوبر 1021)
- Roman Catholic Archbishop of Mainz  [لغات أخرى]‏ (1021–1031)

.